# 高淑妃
莊靜安榮淑妃，亦稱為高淑妃(1430年—1511年)，南直隸應天府南京上元縣。明朝明英宗朱祁鎮之淑妃，生皇五子秀懷王朱見澍與皇十一女隆慶公主。

## 生平
根據《明實錄》的記載，她是南直隸應天府南京上元縣人。宣德五年（1430年）左右出生，宣德八年（1433年），「選侍英宗皇帝」。景泰三年二月二十一日（1452年3月12日），生皇五子秀懷王朱見澍。景泰六年（1455年），生皇十一女隆慶公主。天順元年（1457年），高氏被剛復辟的明英宗冊封為淑妃（據考證，天順元年四月十三日，冊立貴妃周氏及諸妃，明英宗派遣太平侯張軏為正使，武功伯徐有貞為副使持節行禮）。天順八年正月十六日（1464年2月22日），明英宗病重，召皇太子朱見深及太監牛玉等人到病榻前，囑咐他們說殉葬不是古禮，仁者不忍，所以眾妃不必殉葬，並且吩咐他們要挑選好地方建造陵寢，錢皇后壽終之後與他合葬，貞順懿恭惠妃劉氏的墳墓亦需遷來，以後諸妃依次祔葬。翌日，明英宗駕崩，高淑妃等明英宗遺孀開始守寡生活，不需要殉葬。正德六年二月初十日（1511年3月9日），高淑妃去世，享壽八十二歲，明英宗的曾孫子明武宗朱厚照輟朝五日，祭葬如制，並且賜四字謚號「莊靜安榮」，稱高氏為莊靜安榮淑妃。同年六月二十二日（1511年7月16日），明武宗下詔讓英廟淑妃高氏歲時祭祀位次在王惠妃之後。高淑妃葬於北京金山。